# 遠くへいきたい
『遠くへいきたい』（とおくへいきたい）は、とり・みきによる日本のナンセンスギャグ漫画。テレビ番組表雑誌『テレビブロス』（東京ニュース通信社）の「2週間TV番組表」のページに連載(1988年12月24日号 - 2003年5月10日号)。正方形の紙面を 3×3に分割した 9コマ漫画であり、ふきだし、描き文字といった文字による表現が殆どないことが特徴。
1995年（平成7年）に、第41回文藝春秋漫画賞を受賞。2006年（平成18年）11月25日号の同誌にて「500号記念」として復活。また季刊誌「フリースタイル」（出版：フリースタイル）に掲載。単行本は河出書房新社から全5巻が出版。巻によって「0コマ目」「10コマ目」などの描き下ろしが追加されている。タイトルの英訳として "i want to drift away" あるいは "Anywhere But Here" が単行本に記されている。

## 書誌情報
- TVBros. 臨時増刊, とり・みきの「遠くへいきたい」,1994年.
- 遠くへいきたい (Volume 1),  1997年, ISBN 978-4309263120.
- 遠くへいきたい (Volume 2),  1997年, ISBN 978-4309263212.
- 遠くへいきたい (Volume 3),  1999年, ISBN 978-4309263748.
- 遠くへいきたい (Volume 4),  2002年, ISBN 978-4309266091.
- 遠くへいきたい (Volume 5),  2007年, ISBN 978-4309269641.